# 1989 au Canada
Pour un article plus général, voir Chronologie du Canada.
Cet article traite des événements qui se sont produits durant l'année 1989 au Canada.

## Événements

### Janvier
- 1er janvier : entrée en vigueur de l'Accord de libre-échange canado-américain.

### Mars
- 1er mars : fondation de l'Agence spatiale canadienne.

### Juillet
- 31 juillet : entrée en ondes du CBC Newsworld.

### Novembre
- 6 novembre : Le Canada adhère à la Coopération économique pour l'Asie-Pacifique
- 16 novembre : Une éruption de tornades balaie le Québec et les États-Unis. Une EF2 cause $2 millions en dommage à Mont-Saint-Hilaire.

### Décembre
- 6 décembre : Tuerie de l'École polytechnique de Montréal.

## Naissances
- 15 mars : Jonathan Roy, chanteur.
- 20 mars : Xavier Dolan, réalisateur et acteur.
- 28 mars : Logan Couture, joueur de hockey sur glace.
- 2 décembre : Cassie Steele, actrice et chanteuse.

## Décès
- 22 janvier : Farquhar Oliver, chef du Parti libéral de l'Ontario.
- 14 mai : Joe Primeau, joueur de hockey sur glace.
- 14 juin : Louis-Philippe-Antoine Bélanger, politicien québécois.
- 15 juin : Maurice Bellemare, politicien québécois.
- 13 juillet : Samuel Boulanger, homme politique fédéral provenant du Québec.
- 13 novembre : Victor Davis, nageur.
- 26 décembre : 
  - Doug Harvey, joueur de hockey sur glace.
  - Maryon Pearson, femme de Lester B. Pearson.